# Schlacht an der Boorne
Die Schlacht an der Boorne (friesisch: Slach oan de Boarn), auch Schlacht bei Jirnsum (friesisch: Slach by Jirnsum), war eine Feldschlacht des 8. Jahrhunderts in Friesland. Der Konflikt zwischen dem Friesenkönig Poppo und dem fränkischen Hausmeier Karl Martell (Beiname: Der Hammer) markiert den Beginn des Niedergangs des friesischen Großreiches („Magna Frisia“).

## Hintergrund
Die Konflikte zwischen Franken und Friesen waren unter der Regentschaft des Friesenkönigs Radbod ausgebrochen. Dieser löste die zuvor friedlichen Beziehungen und zog gegen die Franken zu Felde. In der Schlacht bei Wijk bij Duurstede, an den Ufern des Rheins unterlag er dem Beherrscher des gesamten Frankenreichs, dem Sieger von Testri, Pippin dem Mittleren. Westfriesland musste an die Franken abgetreten werden. Umgehend begann dort ab 690 die Missionierung der heidnischen Friesen durch Willibrord. Ausgangspunkt der Mission war vermutlich Antwerpen mit der vom aquitanischen Missionsbischof Amandus errichteten Peter-und-Paul-Kirche.
Radbod selbst war inzwischen auf die heilige Insel Foseteland, das heutige Helgoland geflohen. Von dort aus versuchte er, die Missionierungen in seinen verlorenen Landesteilen zu unterdrücken und Missionare sowie deren Helfer umzubringen. Nach dem Tode Pippins ließ er alle wehrfähigen Männer des Landes zusammenrufen und gewann mit diesem Heer während der Herrschaft Chilperichs II. alle verlorenen Landesteile zurück und darüber hinaus stand er 716 mit seinem Heerhaufen vor Köln. Dort besiegte er den Hausmeier Karl Martell und erteilte ihm seine erste und einzige Niederlage in seiner Amtszeit. Die bisher in diesem Raum errichteten Kirchen wurden abgerissen oder niedergebrannt, die Priester und Missionare vertrieben und die alten Götterhaine und Tempel wiederhergestellt. Zudem verheiratete Radbod seine Tochter Theudesinda mit Pippins Sohn Grimoald dem Jüngeren, um den Frieden abzusichern. 719 starb Radbod. Nachfolger wurde Poppo. Unter seiner Herrschaft setzte eine Rückeroberung des westlichen Frieslands durch die Franken ein und nach 720 waren bereits alle vormals friesischen Landesteile westlich der Vlie in fränkischer Hand.

## Verlauf
734 entsandte Karl Martell seine Truppen erneut nach Friesland, um eine Entscheidungsschlacht zu erzwingen. Die Fränkische Streitmacht zog entlang des Flusses Boorne und traf in unmittelbarer Nähe der Mündung an der sogenannten Middelzee auf das Heer der Friesen. Deren Anführer Poppo versuchte, den Gegner zu überraschen, indem er Boote einsetzte, letztlich jedoch ohne Erfolg. Die friesischen Streitkräfte wurden vernichtend geschlagen, ihr Anführer Poppo fand den Tod.

## Auswirkungen
Die Schlacht an der Boorne markiert das Ende des friesischen Großreiches. Die Provinzen westlich der Lauwers wurden Bestandteil des fränkischen Reiches. Die heidnischen Heiligtümer wurden zerstört und das Christentum fasste langsam Fuß.
Koordinaten: 53° 4′ 36,3″ N, 5° 47′ 37,8″ O